# Enterovírus 71
Enterovírus 71

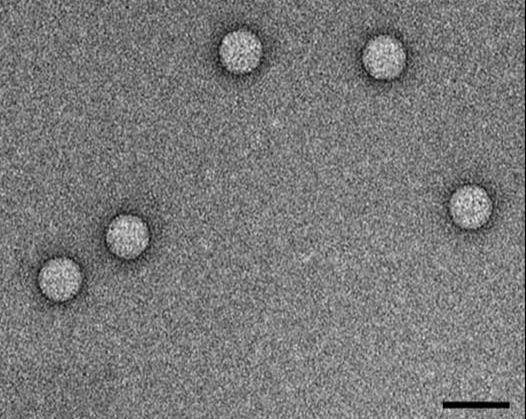
Foto de microscopia eletrônica demonstrando como é a estrutura viral do Enterovírus 71.

É um tipo de vírus severamente contagioso. Seus principais sintomas são feridas no corpo. Esse vírus transmite uma enfermidade chamada de "doença mão-pé-boca" (HFMD, sigla em inglês) é uma enfermidade contagiosa que se instala normalmente no sistema digestivo e pode provocar estomatites (espécie de afta que afeta a mucosa da boca). Embora possa acometer também os adultos, ela é mais comum na infância, antes dos cinco anos de idade.
Os enterovírus humanos pertencem ao gênero Enterovirus e à família Picornaviridae. São classificados em 4 espécies (enterovírus humanos A, B, C [incluindo os poliovírus] e D) que abrangem um número crescente de sorotipos: poliovírus (tipos 1 a 3); vírus Coxsackie A (tipos 1 a 14, 16, 17, 19 a 22 e 24) e B (tipos 1 a 6); vírus echo (tipos 1 a 7, 9, 11 a 21, 24 a 27 e 29 a 33); e enterovírus numerados (tipos 68 a 71 e 73 a 109).1–3 Os enterovírus são vírus pequenos (cerca de 30 nm) que contêm uma fita única de RNA e não possuem envelope. O capsídeo destes vírus é icosaédrico e contém 60 subunidades que consistem de 4 proteínas estruturais (VP1 a VP4). O RNA do enterovírus mede aproximadamente 7,5 kb de comprimento e codifica proteínas estruturais, RNA polimerase, outros polipeptídeos necessários à replicação viral e 2 regiões não traduzidas nas extremidades 5’ e 3’ da molécula de RNA. Novos enterovírus continuam sendo identificados, à medida que as técnicas moleculares de tipagem de enterovírus se tornam cada mais disponíveis.

Sintomas:
São sinais característicos da doença mão-pé-boca: 
Febre alta nos dias que antecedem o surgimento das lesões; aparecimento na boca, amídalas e faringe de manchas vermelhas com vesículas branco-acinzentadas no centro que podem evoluir para ulcerações muito dolorosas; erupção de pequenas bolhas em geral nas palmas das mãos e nas plantas dos pés, mas que pode ocorrer também nas nádegas e na região genital. .
O período de incubação oscila entre um e sete dias. Na maioria dos casos, os sintomas são leves e podem ser confundidos com os do resfriado comum. Quando a sintomatologia típica da doença mão-pé-boca se instala, a erupção das lesões na orofaringe é antecedida por um período de febre alta e gânglios aumentados, seguido de mal-estar, falta de apetite, vômitos e diarreia. Por causa da dor, surgem dificuldade para engolir e muita salivação. Por isso, é preciso redobrar os cuidados para mantê-la bem hidratada e recebendo alimentação adequada.
Não existe vacina contra a doença.

Meios de transmissão
Os modelos típicos de transmissão são de fezes a boca ou de boca a boca, podendo também os vírus ser transmitidos pelas gotículas de saliva e pelos materiais contaminados. A transmissão dos vírus principia alguns dias antes dos primeiros sintomas surgirem, localizando-se os vírus na garganta e nas fezes e, o período de contaminação dos enterovirus pode persistir durante 5 a 6 semanas ou até por período mais longo. 
A transmissão se dá pela via fecal/oral, através do contato direto entre as pessoas ou com as fezes, saliva e outras secreções, ou então através de alimentos e de objetos contaminados. Mesmo depois de recuperada, a pessoa pode transmitir o vírus pelas fezes durante aproximadamente quatro semanas

Epidemiologia
Os enterovírus estão entre os vírus mais comuns em todo o mundo. Em regiões de clima temperado, a incidência das infecções causadas por enterovírus atinge o pico durante os meses de verão e outono (junho a outubro, nos Estados Unidos). Nos trópicos, a transmissão ocorre durante o ano todo.
Vários sorotipos de enterovírus cocirculam na comunidade, sendo que os sorotipos predominantes tendem a mudar ao longo do tempo. Nos Estados Unidos, os sorotipos mais frequentemente relatados ao longo da última década incluem vírus echo 13 e 18 (no período de 2000 a 20014); vírus echo 9 e 30 (no período de 2003 e 20044); e vírus Coxsackie B1 (nos anos de 2007 e 20085,6). O aparecimento de novos sorotipos de enterovírus predominantes muitas vezes é acompanhado de surtos em grande escala. Exemplificando, grandes surtos de meningite asséptica foram relatados em 2001, quando os (anteriormente raros) vírus echo 13 e 18 se transformaram nos sorotipos predominantes nos Estados Unidos.7
As doenças associadas aos enterovírus afetam principalmente crianças, porém indivíduos de qualquer idade podem ser suscetíveis. Além da idade jovem, os fatores predisponentes ao desenvolvimento de doenças enterovirais incluem sexo masculino, condição socioeconômica precária, residência em áreas urbanas, saneamento precário e condições de vida em aglomeração.8
Os enterovírus são universalmente encontrados no meio ambiente (p. ex., no esgoto, na superfície da água, como em rios, lagos e outros reservatórios, e na água do mar), pois são excretados em grandes quantidades pelas pessoas infectadas. A ausência de um envelope lipídico e a presença de um denso capsídeo proteico permitem aos enterovírus sobreviverem no meio ambiente por longos períodos, especialmente a baixas temperaturas. Os enterovírus são inativados por calor extremo, luz ultravioleta, ressecamento e cloro. A existência de uma alta concentração de matéria orgânica previne a inativação dos enterovírus pela ação do cloro.9
Atualmente, os enterovírus são mais frequentemente transmitidos de um indivíduo a outro, pela via fecal-oral ou respiratória, embora a transmissão via fomites também ocorra. As crianças pequenas são os transmissores mais importantes destes vírus, sendo comumente o caso índice em surtos nas famílias e nas escolas.

Patogênese
Os enterovírus entram na célula hospedeira após se ligarem a receptores celulares específicos. Foram identificados vários receptores diferentes, apresentando tropismo por sorotipos distintos. A replicação viral inicial ocorre nos tecidos linfáticos da submucosa na faringe e no intestino (placas de Peyer). Em seguida, os vírus disseminam-se para os linfonodos regionais, entram na corrente sanguínea (viremia “menor”) e atingem o sistema reticular endotelial (isto é, linfonodos profundos, medula óssea, baço e fígado). Se a replicação viral não for contida pelos mecanismos de defesa do hospedeiro neste estágio, tem lugar uma infecção sintomática que resulta em viremia “significativa” e disseminação viral para órgãos-alvo. Certos enterovírus (p. ex., poliovírus) também podem se disseminar ao longo das vias neurais. O tropismo tecidual do sorotipo determina os órgãos-alvo onde ocorrerão replicações adicionais. As lesões histopatológicas nos órgãos-alvo consistem em inflamação e necrose de diversos graus.
O período de incubação dos enterovírus costuma ser de 3 a 7 dias (variando de 1 a 35 dias). Períodos de incubação menores são observados em crianças e associados a algumas manifestações clínicas específicas de infecção por enterovírus (p. ex., doença envolvendo o trato respiratório superior e conjuntivite hemorrágica aguda).
A excreção dos enterovírus pelo indivíduo infectado começa ao final do período de incubação, sendo que os pacientes são mais infecciosos logo antes e pouco depois do surgimento da doença. Dependendo do estágio da infecção e da síndrome clínica, os enterovírus são encontrados em secreções orofaríngeas, fezes, líquido cerebroespinal (LCE), sangue e líquidos de vesículas. Em hospedeiros imunocompetentes, a liberação dos vírus nas secreções orofaríngeas e a circulação no sangue ou LCE geralmente duram até 1 semana, porém a excreção fecal pode persistir por até 2 meses após a infecção, mesmo após a resolução dos sintomas clínicos. A persistência prolongada dos enterovírus (em alguns casos, durante vários anos) pode ocorrer em indivíduos que apresentam comprometimento da imunidade humoral.10,11

Imunidade
A imunidade aos enterovírus é duradoura e sorotipo-específica, sendo mediada principalmente pelos mecanismos humorais. A infecção primária resulta em uma resposta de IgM e é seguida pela produção de IgG e IgA. As infecções secundárias induzem uma resposta anamnésica, resultando em altos títulos de anticorpos. Os anticorpos IgG e IgM exercem um efeito neutralizador sobre os enterovírus durante a fase de replicação extracelular. A IgA secretória media a imunidade mucosa local. A importância dos anticorpos no fornecimento de uma imunidade protetora contra os enterovírus é destacada pela ocorrência de infecções enterovirais crônicas severas em pacientes com imunidade humoral defeituosa.

Diagnóstico
O isolamento do vírus com subsequente sorotipagem tem sido tradicionalmente o padrão-ouro do diagnóstico laboratorial das infecções por enterovírus. A maioria dos enterovírus pode crescer em linhagens de células suscetíveis, sendo identificada pela observação de um efeito citopático característico. No entanto, a identificação de quase todos os vírus Coxsackie do grupo A requer a inoculação em camundongos lactentes. O uso de diversas linhagens celulares e múltiplos tipos de amostras oriundas dos pacientes aumenta o rendimento diagnóstico. Entretanto, a cultura viral é relativamente insensível, trabalhosa e demorada, de modo que estes fatores limitam sua utilidade para o tratamento dos pacientes.23
O método mais amplamente aceito para identificação de sorotipos de enterovírus individuais é a reação de neutralização, com o uso de pools cruzados de antissoros internacionalmente padronizados. O ensaio de imunofluorescência com anticorpos monoclonais também é disponibilizado para detecção de vários enterovírus comuns.
Em comparação com a cultura viral para detecção de enterovírus, os ensaios de reação em cadeia da polimerase com transcriptase reversa (RT-PCR – em inglês, reverse transcriptase polymerase chain reaction) mostraram-se mais sensíveis, igualmente específicos e bem mais rápidos. Estes ensaios estão sendo cada vez mais utilizados na prática clínica, com utilidade clínica comprovada, particularmente no diagnóstico de casos de meningite por enterovírus.24,25 Os primers mais frequentemente utilizados na RT-PCR para detecção de enterovírus apresentam ampla especificidade para os enterovírus em geral. Isto prejudica a identificação do sorotipo, contudo primers específicos para sorotipos individuais estão começando a ser disponibilizados.7,26 A tipagem molecular por análise de sequência, baseada na estreita correlação do sorotipo com a sequência de nucleotídeos do gene VP1, constitui uma nova modalidade de identificação de enterovírus que tem levado ao reconhecimento de vários sorotipos até então desconhecidos.27
A detecção do vírus em sítios normalmente estéreis (p. ex., LCE, sangue, líquido pericárdico, amostras de tecido) é considerada diagnóstica. Como os enterovírus são ubíquos e é comum haver infecções assintomáticas, os resultados positivos fornecidos pelos testes em sítios não estéreis (p. ex., amostra de fezes, swab de garganta) devem ser interpretados com cautela.
A sorologia tem papel limitado no diagnóstico das infecções por enterovírus, sendo útil apenas quando amostras subsequentes do soro do paciente estão disponíveis para a realização de testes. A demonstração de um aumento superior a 4 vezes dos títulos de anticorpos contra o sorotipo implicado é indicativa de infecção recente. Dentre os vários métodos sorológicos existentes, a neutralização do vírus é o preferido.

## Tratamento
Ainda não existe vacina contra a doença mão-pé-boca. Em geral, como ocorre com outras infecções por vírus, ela regride espontaneamente depois de alguns dias. Por isso, na maior parte dos casos, o tratamento é sintomático com antitérmicos e anti-inflamatórios.  Os medicamentos antivirais ficam reservados para os casos mais graves.
O ideal é que o paciente permaneça em repouso, tome bastante líquido e alimente-se bem, apesar da dor de garganta.

## Medidas Preventivas
- Manter uma boa higiene em termos pessoal, ambiental e alimentar
- Os trabalhadores docentes, administrativos e outros devem manter a higiene pessoal, em especial, lavar as mãos com frequência;
- Orientar as crianças sobre a lavagem correta das mãos, no sentido de lavarem as mãos com sabão líquido depois de usarem as instalações sanitárias e antes de tomarem a refeição;
- Abrir com frequência as janelas sempre que for possível, mantendo um ambiente limpo e seco e uma boa ventilação de ar no interior das instalações;
- Manter as instalações sanitárias limpas e com uma adequada ventilação de ar;
- Prestar atenção e aplicar as normas básicas sobre higiene alimentar, em especial, consumir alimentos bem cozinhados; caso os trabalhadores da cozinha ou outros apareçam com sintomas do trato respiratório ou do aparelho intestinal, como tosse, febre, dores abdominais e diarreia, devem recorrer de imediato ao médico e permanecerem no domicílio para descanso;
- Evitar a partilha de alimentos ou o uso comum de chupetas, biberões, talheres e toalhas, entre crianças;
- Proceder à limpeza (sugere-se no mínimo uma vez por dia), com lixívia diluída na proporção de 1:100, do pavimento, das paredes até à altura de 1 metro, dos brinquedos, das mesas e das cadeiras, etc.

- As pessoas devem prestar atenção ao manuseamento dos excrementos e vômitos das crianças doentes e, ao efetuarem a limpeza dos mesmos (por exemplo a substituição de fraldas), devem usar luvas e máscaras, proceder à limpeza e desinfecção segundo os procedimentos padronizados e, posteriormente, lavarem de modo profundo as mãos, e usarem lixívia diluída na proporção de 1:100 para limpar e desinfectar o vestuário contaminado.

## História
Em março de 2008, a China divulgou alertas sobre o avanço do vírus naquele país.